# Абдул Ба
Абдул Ба (араб. عبدول با, нар. 8 лютого 1994, Дакар) — мавританський футболіст, центральний захисник марокканського клубу «Мулудія Уджда» і національної збірної Мавританії.

## Клубна кар'єра
Народився 8 лютого 1994 року в сенегальському Дакарі. Дитиною перебрався до Франції, де оселився в Сарселі і почав займатися футболом у місцевій дитячій команді. 2009 року перейшов до академії «Ланса».
З 2012 року почав залучатися до складу другої команди «Ланса», а за два роки дебютував за його основну команду в Лізі 1. Згодом команда понизилася в класі, а захисник провів у її складі ще два сезони у Лізі 2.
У липні 2017 року перейшов до «Осера», в якому протягом двох сезонів грав також на рівні другого французького дивізіону, після чого втратив місце в основній команді клубу. 
20 листопада 2020 року уклав контракт до літа 2023 року з марокканським «Мулудія Уджда». 
| Дата       | Місто | Господарі  | Результат | Гості      | Турнір                                   | Голи | Примітки |
| ---------- | ----- | ---------- | --------- | ---------- | ---------------------------------------- | ---- | -------- |
| 24-06-2019 | Суец  | Малі       | 4 – 1     | Мавританія | Кубок африканських націй 2019 - 1-й етап | -    | кап.     |
| 29-06-2019 | Суец  | Мавританія | 0 – 0     | Ангола     | Кубок африканських націй 2019 - 1-й етап | -    | кап. 62' |
| 02-07-2019 | Суец  | Мавританія | 0 – 0     | Туніс      | Кубок африканських націй 2019 - 1-й етап | -    | кап. 17' |
| Усього     |       | Матчів     | 3         |            | Голів                                    | 0    |          |